# 张七娘
张七娘（701年—724年6月29日），字七娘，貝州清河縣人，唐朝妃嬪。唐玄宗的美人。
张七娘的祖父是司农少卿張暐，父亲冀州南宫县令张元福，外祖父邓州刺史高斌。开元元年（713年）四月初四，张七娘入宫，后来被册封为美人。張暐是唐玄宗在潞州时的亲信，是唐玄宗和赵丽妃结合的中介人。开元十二年（724年）六月初五壬辰，张七娘在大明宫嫔妃院去世，年二十四岁。七月庚申，右监门卫将军黎敬仁监葬，葬在万年县龟川乡见子陵原。